# Tomtom

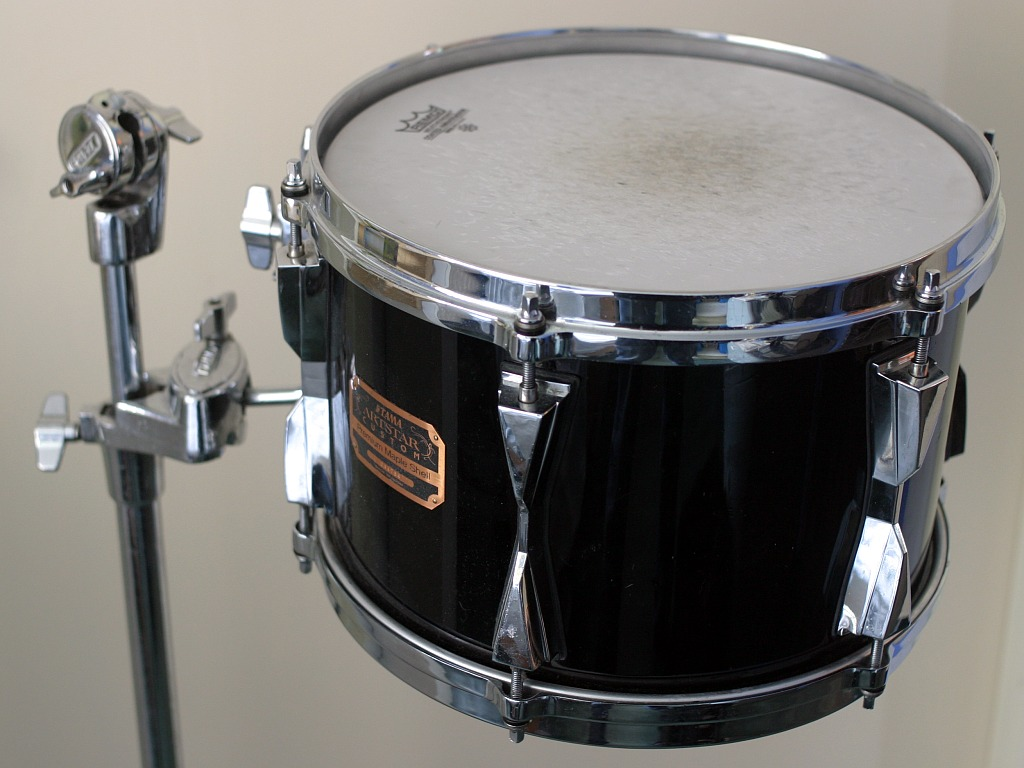
Tomtom

Das Tomtom, auch Tom-Tom oder Tom, ist eine zylindrische, selten auch bauchige, einseitig oder beidseitig mit Fell bestückte, in verschiedenen Größen gebaute Trommel, die zum festen Bestandteil des Schlagzeugs und zum Instrumentarium von Marching-Bands gehört.

## Wortherkunft
Tom-Tom ist lautmalerisch und wird seit dem 18. Jahrhundert vom bengalischen Wort tomtom abgeleitet. Verwandte Bezeichnungen für Trommeln sind tam tam in anderen ostindischen Sprachen, tong tong auf Malaiisch und tamattama auf Singhalesisch für ein kleines Kesseltrommelpaar in Sri Lanka.

## Bauform
Instrumentenkundlich wird das Tomtom unabhängig von seiner Rahmenhöhe zu den Zylindertrommeln und nicht zu  den Rahmentrommeln gezählt. Der Kessel besteht meistens aus Sperrholz, selten auch aus Kunststoff, noch seltener aus Metall oder anderen Materialien. Bei Fertigungen aus Holz werden mehrere Lagen aufgebaut. Dünnere Kessel, beispielsweise mit vier Lagen, werden mit Verstärkungsringen versehen. Verschiedene Holzsorten finden Verwendung. In den 1960er Jahren waren Buchenkessel verbreitet. Auch Tropenholz wurde eingesetzt, so bei der hochpreisigen Sonor-Signature-Serie. Eines der gegenwärtig populärsten Hölzer, die im Tomtom-Bau Verwendung finden, ist Ahorn, das einen warmen, ausgewogenen und sustainreichen Klang bietet, sich gut verarbeiten lässt und von dem es üppige Ressourcen insbesondere in Nordamerika gibt.

### Fellbespannung
Die Trommelfelle werden mit Spannreifen aus Metall, seltener aus Holz, aufgespannt und lassen sich – innerhalb gewisser Grenzen – tonal stimmen und im Straffheitsgrad dem bevorzugten Musikstil anpassen. Der typische Klang des Tomtoms lässt sich allgemein als mittenbetont bezeichnen. Bis in die 1940er Jahre war es verbreitet, die Resonanzfelle – zu der Zeit Naturfelle – an den jeweiligen Kessel zu nageln; dadurch waren diese nicht stimmbar.
Eine Besonderheit ist bei den Tom-Fellen (im Gegensatz zu Snare-Fellen), dass sie sowohl als Schlag- als auch Resonanzfelle genutzt werden können.

### Typen
Ein Schlagzeug hat, je nach musikalischem Stil und den Vorstellungen des Schlagzeugers, eine beliebige Anzahl von Toms. Im heutigen Standardaufbau sind es meistens drei Toms unterschiedlicher Größen und Tomversionen.
Am Drumset unterscheidet man:

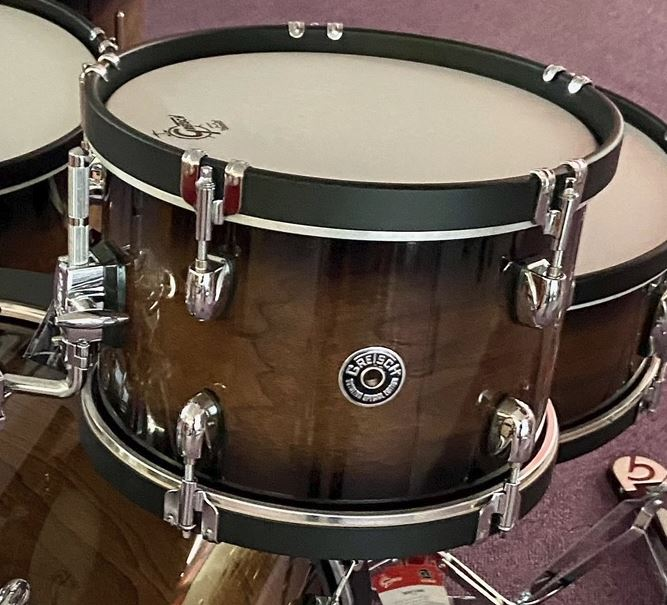
Hängetom, 12 Zoll, mit den selteneren Spannreifen aus Holz

- Hängetoms, die mit einer Halterung entweder an einem Tomgelenk auf der Bass Drum oder an einem separaten Tomständer aufgebaut werden. Ab den 1990er Jahren wurde es modern, diese Toms mit Systemen, die großteils an den Spannringen angebracht wurden, etwas freischwinged zu befestigen. Das Ziel war, keine Bohrungen mehr in die Kessel hinein vorzunehmen und so möglichst viele Kontakte der Materialien (Holz, Metall) miteinander zu verhindern.
- Unter Rack Toms versteht man Hängetoms, die entweder fest oder freischwingend an einem Rack befestigt sind, das an die Stelle von Tomhalterungen, Beckenständern und anderer Hardware tritt. Dies hat bei großen Sets einerseits den Vorteil von Platzersparnis, andererseits beim Auf- und Abbau, da die Positionierungen der Teile feststehend sind, was die Notwendigkeit des Neueinstellens vermeidet. Zudem kann dieses, besonders bei großen Schlagzeugen, eine erhebliche Gewichtsersparnis bei Transporten bedeuten. So befinden sich an einem Rack auch Beckenhaltearme, an denen die Becken befestigt werden.
- Concert-Toms, die nicht mit Resonanzfellen versehen sind, über keine Spannböckchen an der Unterseite verfügen, dort ergo auch nicht mit Gratungen versehen wurden.
- Standtoms (englisch floortoms), die auf Standfüßen stehen, welche höhenjustierbar sind.
- Darüber hinaus gibt es noch Rototoms. Diese verfügen über keinen Kessel und werden über ein Gestell, mit dem sie verbunden und befestigt sind, gestimmt.
- Eine Ausnahme bilden die Trommeln der Firma North Drums, die trichterförmig und um 90° gebogen sind, was den Klang deutlicher in Richtung der Zuhörer abstrahlt.

Die Zargenhöhe der Tomtoms reicht von 14 bis 60 Zentimeter. Die Industriemaße für Hängetoms liegen zwischen 6 und 16 Zoll (15,2 cm bis 40,6 cm), für Standtoms zwischen 14 und 18 Zoll (35,6 cm bis 45,7 cm) im Durchmesser. Es gibt Unterschiede in der Tiefen-Abmessung.